# Sarolta monacói trónörökösnő
Sarolta hercegnő, Valentinois hercegnője (Sarolta Lujza Juliette Grimaldi; Kaszentína, 1898. szeptember 30. – Párizs, 1977. november 16.) II. Lajos monacói herceg lánya és III. Rainier herceg édesanyja. 1922-től 1944-ig monacói trónörökös, a monacói trón feltételezett örökösnője volt.

## Születés és örökbefogadás
Sarolta Lujza Juliette de Monaco néven Constantine-ban, Francia Algériában született, Marie Juliette Louvet kabaréénekesnő és Lajos monacói trónörökös törvénytelen lányaként. Lajosnak nem voltak törvényes gyermekei vagy testvérei, ezért még mielőtt II. Lajos hercegként apját követte volna, a hercegség igyekezett megelőzni az utódlási válságot, arra számítva, hogy a szomszédos Franciaország rosszul viselné, ha Lajos után annak kijelölt örököse, unokatestvére, a német alattvaló Vilmos, Urach hercege követné a trónon. Ezért 1911. május 15-én törvényt fogadtak el, amely Saroltát Lajos lányaként ismerte el, és a család szuverén dinasztikus tagjának nyilvánította. Noha ezt a törvényt később az 1882-es törvények értelmében érvénytelennek nyilvánították, 1918. október 30-i rendeletet fogadtak el, amely lehetővé tette helyette a dinasztiába való felvételét. Lajos 1919. május 16-án örökbe fogadta Saroltát Párizsban, és ezzel feljogosította a Grimaldi vezetéknév használatára, nagyapja pedig a hercegség örökösének, Valentinois hercegnőjének hagyományos címét adományozta neki egy életre. Sarolta trónörökös hercegnőként lett apja feltételezett örököse, amikor nagyapja 1922-ben meghalt, és apja pedig megörökölte a hercegi koronát.

## Az örökbefogadás jogszerűsége
Az örökbefogadás jogszerűségével kapcsolatban kételyek merültek fel. A monacói polgári törvénykönyv (240. és 243. cikk) megkövetelte, hogy az örökbefogadó fél legalább 50 éves, az örökbefogadott pedig 21 éves legyen. Az 1918-as rendelet a korhatárt minimum 18 évre változtatta (Sarolta húszéves volt ekkor), de a másik korhatárt nem változtatták meg; Lajos pedig ekkor még csak 48 éves volt.

## Házassága
1920. március 18-án polgári, 19-én pedig egyházi szertartás keretében házasságot kötött Pierre de Polignackal, Hennebont grófjával, aki a II. Lajos herceg rendeletére felvette a Grimaldi nevet, és megkapta a monacói hercegi címet. A házasságot II. Lajos herceg rendezte el. A párnak két gyermeke született:
- Antoinette Louise Alberte Suzanne hercegnő (1920. december 28. – 2011. március 18.).
- III. Rainier monacói herceg (1923. május 31. – 2005. április 6.).

Házasságuk azonban nem volt boldog; 1930. március 20-án elváltak Pierre herceg homoszexualitása és Sarolta orvosával és szeretőjével, Dalmazzóval való kapcsolata miatt.

## Késői élete
1944. május 30-án, egy nappal fia 21. születésnapja előtt, és apjával egyetértésben Sarolta lemondott, és átengedte a trónjogát fiának, Rainiernek, azzal a kikötéssel, hogy az őt nem előzi meg. Ettől a dátumtól kezdve nem volt többé trónörökös, de megtartotta a monacói hercegnői címét.
Élete végén főiskolára ment, ahol szociális munkából szerzett diplomát. Miután fia trónra lépett (1949-ben), Sarolta hercegnő a Château de Marchais-ba költözött, a Párizs melletti Grimaldi-birtokra. Gyermekei ellenvetései ellenére, akik féltették a biztonságát, a birtokot egy volt elítéltek rehabilitációs központjává alakította. A birtokon élt szerelmével, egy ismert francia ékszertolvajjal, René Girier-vel, akit "René a Vessző"-nek (René la Canne) becézett.
1977. november 16-án hunyt el Párizsban.

## Címei és titulusai
- 1898. szeptember 30. – 1911. július 18.: Sarolta Lujza Juliette de Monaco
- 1911. július 18. – 1911. november 15.: Sarolta Lujza Juliette Grimaldi de Monaco
- 1911. november 15. – 1919. május 16.: Sarolta Lujza Juliette Grimaldi de Monaco, Valentinois kisasszony[8]
- 1919. május 16. – 1922. augusztus 1.: Őfelsége, Valentinois hercegnéje[9]
- 1922. augusztus 1. – 1944. május 30.: Őfensége, a monacói trónörökös hercegnő[10]
- 1944. május 30. – 1977. november 15.: Őfensége Sarolta monacói hercegnő[11]

## Fordítás
Ez a szócikk részben vagy egészben  a   Princess Charlotte, Duchess of Valentinois című angol Wikipédia-szócikk ezen változatának fordításán alapul.  Az eredeti cikk szerkesztőit annak laptörténete sorolja fel. Ez a jelzés csupán a megfogalmazás eredetét és a szerzői jogokat jelzi, nem szolgál a cikkben szereplő információk forrásmegjelöléseként.